# Halberstadt C.V
Halberstadt C.V – niemiecki dwumiejscowy dwupłatowy samolot rozpoznawczy z końcowego okresu I wojny światowej, zbudowany w 1918 roku w zakładach lotniczych Halberstadt. Produkowany też w zakładach Aviatik, BFW i DKW. 

## Historia
Halberstadt C.V stanowił propozycję firmy Halberstadt na konkurs Inspektoratu Lotnictwa (Idflieg) na nowy samolot bliskiego rozpoznania i korygowania ognia artylerii (niemieckiej kategorii C). Jego poprzednikiem był Halberstadt C.III, wywodzący się z konstrukcji udanego dwumiejscowego samolotu myśliwskiego i wsparcia piechoty Halberstadt CL.II. Zastosowano w nim przede wszystkim skrzydła o większej rozpiętości i mocniejszy silnik Benz Bz.IVü 200 KM. Samolot C.III, oblatany w październiku 1917 roku, okazał się obiecujący, lecz firma Halberstadt zarzuciła jego rozwój na rzecz jeszcze lepszej konstrukcji. W konstrukcji C.V zaprojektowano nowy kadłub, zachowując podobne skrzydła i taki sam silnik, jak w C.III. Głównym konstruktorem był inż. Karl Theiss. Samolot oblatano w marcu 1918 roku. Podczas prób porównawczych Idfliegu 14 marca wykazał się znacznie lepszą prędkość wznoszenia i lepszymi charakterystykami w locie od innych samolotów z silnikami o tej mocy. W marcu i kwietniu prowadzono też próby statyczne konstrukcji, które wykazały potrzebę wzmocnienia niektórych elementów. Równocześnie podjęto przygotowania do produkcji seryjnej. Równolegle Halberstadt pracował nad nowym dwumiejscowym myśliwcem Halberstadt CL.IV, który okazał się równie udaną konstrukcją. 
Oprócz zakładów macierzystych, lotnictwo niemieckie zleciło produkcję Halberstadta C.V na licencji także zakładom Bayerische Flugzeug Werke (BFW) w Monachium (pierwsze zamówienie na 100 w kwietniu 1918 roku), Deutsche Flugzeug-Werke (DFW) w Lipsku (zamówienie na 200 w maju 1918 roku) i Automobil und Aviatik w Lipsku (zamówienie na 150 w czerwcu 1918 roku). Zakłady te otrzymały także dalsze zamówienia. Samoloty licencyjne różniły się niektórymi rozwiązaniami od oryginalnych, m.in. w zakładach Aviatik opracowano mocniejsze podwozie. Nosiły na kadłubie oznaczenia typu: "Halb. C.V" ze skrótem wytwórni w nawiasie (Bay, D.F.W. lub Av). Pomimo zawieszenia broni, produkcja samolotów w Niemczech trwała do 31 stycznia 1919 roku.
Odmianą rozwojową C.V był C.VII, którego prototyp zaprezentowano w czerwcu 1918 roku, będący płatowcem C.V z silnikiem Maybach M.IVa o mocy 245 KM.

## Użycie
Pierwsze samoloty Halberstadt C.V w liczbie 10 sztuk pojawiły się na froncie pod koniec czerwca 1918 roku, w lipcu ich liczba sięgnęła 50. 31 sierpnia 1918 roku na froncie były 192 samoloty, do zawieszenia broni w listopadzie ich liczba musiała wzrosnąć, lecz jest nieznana. Samolot okazał się udany i dysponował bardzo dobrą manewrowością i prędkością wznoszenia. Ustępował on natomiast niektórym innym typom (jak Rumpler C.VII) w roli samolotu dalekiego rozpoznania fotograficznego operującego na większych wysokościach. Trudny był natomiast start i lądowanie.
Całkowita produkcja samolotów Halberstadt C.V jest nieznana z powodu braków dokumentów, zwłaszcza, że była kontynuowana jeszcze po zawieszeniu broni (według francuskiego wywiadu, sam Aviatik wyprodukował 120 samolotów w styczniu 1919 roku). 15 lutego 1920 roku w Niemczech wykazywano jeszcze 390 składowanych samolotów tego typu, w tym niezmontowane. Według A. Morgały, wyprodukowano ich 552.
Po wojnie pewna liczba samolotów została przekazana państwom zwycięskiej Ententy, aczkolwiek wśród nich było stosunkowo niewiele Halberstadtów C.V. Między innymi, Amerykanie otrzymali 21 samolotów, Brytyjczycy 20 i Francuzi 2.
Część samolotów niemieckich została następnie sprzedana za granicę. Np. w Estonii używano Halberstadta C.V. przerobionego na wodnosamolot.
12 samolotów tego typu zostało zdobytych w częściach przez Polskę podczas powstania wielkopolskiego w styczniu 1919 roku w stacji lotniczej Ławica i hali Zeppelina na Winiarach, z czego 11 zostało zmontowanych w 1919 roku. 10 z nich nosiło numery 6641/18 do 6650/18, wskazujące na produkcję BFW. 8 samolotów służyło w 2. Eskadrze Wielkopolskiej na froncie wielkopolskim, a następnie froncie litewsko-białoruskim podczas wojny polsko-bolszewickiej. Jeden samolot (nr 6646/18) został zestrzelony podczas wojny 6 sierpnia 1919 roku. Samoloty te używane były na froncie do 19 października 1919 roku, po czym w związku z przekształceniem eskadry w myśliwską, przeznaczono je do szkolenia. Wycofano je na przełomie 1920 i 1921 roku.
Obecnie zachowany jest jeden samolot tego typu, w Muzeum Armii i Historii Militarnej w Brukseli.

## Opis techniczny

Silnik Benz Bz.IV eksponowany w MLP w Krakowie

Samolot Halberstadt C.V był dwumiejscowym dwupłatem o konstrukcji drewnianej. Kadłub kratownicowy (podłużnicowo-wręgowy) drewniany, kryty sklejką. Odkryta kabina załogi z osobnymi kokpitami, z przodu stanowisko pilota, z tyłu strzelca/obserwatora. Usterzenie było klasyczne, na końcu kadłuba, spawane z rur stalowych, statecznik kryty sklejką, reszta płótnem. Stery z wyważeniem rogowym. Podwozie samolotu stałe, klasyczne, dwugoleniowe z osią niedzieloną. Amortyzacja z giętkich sprężyn spiralnych pokrytych plecionką. Z tyłu płoza ogonowa.  
Skrzydła o dużym wydłużeniu, dwudźwigarowe, konstrukcji drewnianej, kryte płótnem. Komora płatów dwuprzęsłowa, górny płat był wysunięty do przodu. Lotki z wyważeniem rogowym i o konstrukcji z rur stalowych znajdowały się na skrajnych częściach górnego płata. Dolny płat, z zaokrąglonymi końcówkami, miał cieńszy profil przy kadłubie. Komora płatów miała dwa rzędy rozpórek po każdej stronie (po dwie), usztywniona cięgnami stalowymi, baldachim podparty zastrzałami w formie litery N. Po lewej stronie baldachimu był grawitacyjny zbiornik paliwa, po prawej chłodnica. 
Samolot był napędzany silnikiem rzędowym 6-cylindrowym Benz Bz.IVü (odmiana o zwiększonym stopniu sprężania) o mocy 200 KM (147 kW) (w części publikacji wskazywana moc 220 KM). Silnik z cylindrami stojącymi, chłodzony cieczą, umieszczony z przodu kadłuba, zakryty bulwiastą osłoną z blachy aluminiowej z wyjątkiem odkrytej górnej części. Po prawej stronie kolektor i wspólna rura wydechowa, wyprowadzona w górę nad płat. Śmigło dwułopatowe, drewniane, bez kołpaka.
Uzbrojenie stanowił jeden stały zsynchronizowany karabin maszynowy LMG 08/15 kal. 7,92 mm zamocowany obok silnika oraz jeden ruchomy karabin maszynowy Parabellum kal. 7,92 mm strzelca na obrotnicy. Dzięki wysokiemu umieszczeniu obrotnicy, strzelec dysponował dużym polem ostrzału, także w przedniej półsferze ponad płatem przednim, oraz w dół po bokach kadłuba. Samolot mógł przenosić do 50 kg lekkich bomb (w polskiej służbie do 5 bomb po 12,5 kg).